# Janetschekbrya himalica
Janetschekbrya himalica är en urinsektsart som beskrevs av Riozo Yosii 1971. Janetschekbrya himalica ingår i släktet Janetschekbrya och familjen brokhoppstjärtar. Inga underarter finns listade i Catalogue of Life.